# Parinari montana
Parinari montana är en tvåhjärtbladig växtart som beskrevs av Jean Baptiste Christophe Fusée Aublet. Parinari montana ingår i släktet Parinari och familjen Chrysobalanaceae. Inga underarter finns listade i Catalogue of Life.